# Globia sparganii
Globia sparganii, trước đây được gọi là Archanara sparganii, là một loài bướm đêm thuộc họ Noctuidae. Nó được tìm thấy ở châu Âu, Trung Á, từ miền nam Siberia tới Mãn Châu, Hàn Quốc, Thổ Nhĩ Kỳ, Syria và Iran.

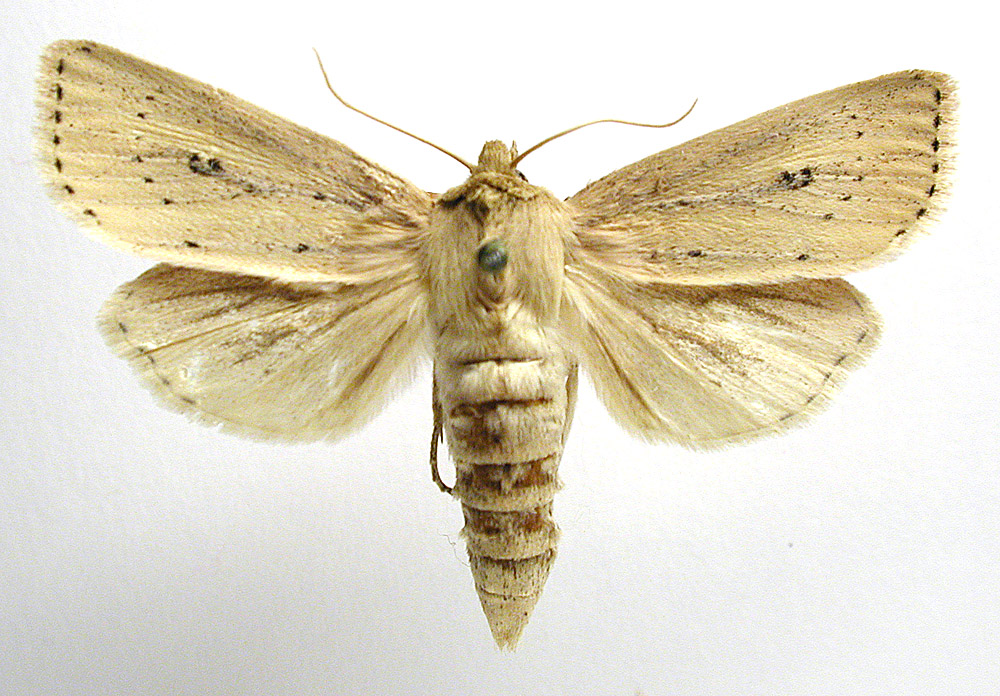
Mounted

Sải cánh dài 32–40 mm. Con trưởng thành bay làm một đợt từ tháng 7 đến tháng 10 và bị thu hút bởi áng sáng.
Ấu trùng ăn Iris pseudacorus, Typha và các loài cây thủy sinh tương tự.

## Phân loài
- Globia sparganii sparganii
- Globia sparganii algaeoides (Iran)